# سیدی حسنی
سیدی حسنی (به عربی: سيدي حسني) یک شهرداری در الجزایر است که در استان تیارت واقع شده‌است.